# 野田インターチェンジ (鹿児島県)

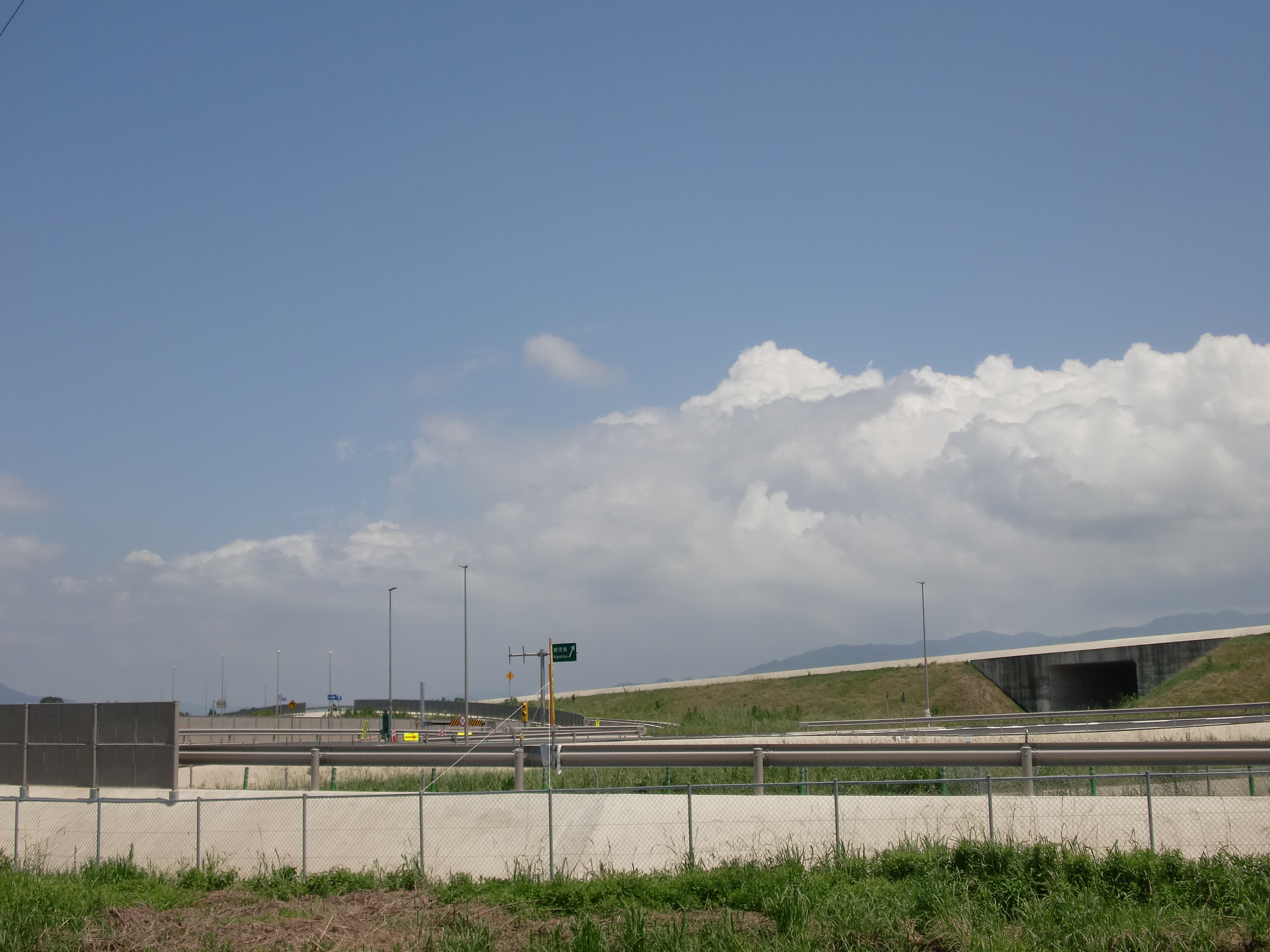
ランプ内分岐点を側道から望む

野田インターチェンジ（のだインターチェンジ）は、鹿児島県出水市野田町下名にある南九州西回り自動車道（出水阿久根道路）のインターチェンジである。

## 道路
- E3A 南九州西回り自動車道（出水阿久根道路）

## 沿革
- 2008年（平成20年）3月15日 : 出水IC - 阿久根IC間着工[3]。
- 2014年（平成26年）3月14日 : IC名称が「野田IC」で正式決定[4]。
- 2015年（平成27年）12月19日 : 野田IC - 阿久根北IC間開通に伴い供用開始[5]。
- 2017年（平成29年）3月11日 : 高尾野北IC - 野田IC間開通[6]。

## 接続する道路
- 鹿児島県道368号荒崎田代線

## 隣
E3A 南九州西回り自動車道（出水阿久根道路）
（10）高尾野北IC - （11）野田IC - (12) 阿久根北IC